# Svátost Večeře Páně (mormonismus)
Svátost je mormonský název pro tzv. Večeři Páně (eucharistii). Členové ji v dnešní době přijímají každou neděli během tzv. shromáždění (nedělní mše). Shromáždění svátosti je některý považováno za nejposvátnější shromáždění, které se v církvi koná. Ke svěcení a připravování svátosti je většinou nutné kněžství.
Obřad svátosti nahradil starozákonní obřad zabití a jezení velikonočního beránka.

## Pravidla přijímání svátosti v CJKSPD
Mormonská CJKSPD povoluje i nečlenům přijímat svátost během shromáždění. Je doporučeno, aby zájemci o členství přijali svátost alespoň třikrát před svým křtem.
Členové církve by měli svátost přijímat každý týden, pokud jim to dovolují možnosti. Pokud však spáchají určité přestupky nebo hříchy, může jim toto právo být odňato (na několik týdnů, měsíců nebo i déle než rok). Exkomunikovaní (vyloučení) členové nemají dovoleno přijímat svátost, dokud nejsou znovu pokřtěni.
Některá z pravidel o přijímání svátosti pocházejí přímo z mormonských Písem:
"A vizte, budete se často scházeti; a nebudete zakazovati žádnému člověku, aby přišel mezi vás, když se budete scházeti, ale dovolte mu, aby k vám přišel, a nezakazujte mu to; Ale budete se za ně modliti a nebudete je vypuzovati; a pakliže k vám budou přicházeti často, budete se za ně modliti k Otci ve jménu mém.
A vy vidíte, že jsem nikomu nepřikázal, aby odešel, ale naopak jsem přikázal, abyste přišli ke mně, abyste mohli pocítiti a viděti; právě tak budete vy činiti světu; a kdokoli porušuje toto přikázání, trpí, aby byl veden v pokušení."

Církev považuje mluvení během roznášení svátosti za urážlivé lidem i Bohu.

## Symbolika
Svátost symbolizuje tzv. Usmíření Ježíše Krista, skrze které Spasitel sejmul a vykoupil hříchy světa. Víno (krev) odkazuje na usmíření, jež proběhlo v zahradě Getsemana, kde na sebe Ježíš nechal naložit hříchy všech lidí. Chléb (tělo) odkazuje na usmíření, jež proběhlo na kříži na pahorku Golgota, kde Ježíš odevzdal lidské hříchy a obětoval svůj život.
Přijímáním svátosti člověk dovědčuje svou víru v Ježíše Krista a ochotu činit pokání. Podle mormonismu člověk také přijímáním svátosti obnovuje všechny své smlouvy s Bohem (například křestní smlouvu nebo chrámové smlouvy, které uzavřel během Obdarování).

## Kniha Mormonova
V Knize Mormonově (jednom z hlavních mormonských svatých písem) se popisuje, jak Spasitel mezi Nefity ustanovil obřad svátosti:
 "A stalo se, že Ježíš přikázal učedníkům svým, aby mu přinesli chléb a víno. A zatímco šli pro chléb a víno, přikázal zástupu, aby se posadili na zem. A když učedníci přišli s chlebem a s vínem, vzal z chleba a nalámal jej a požehnal; a dal učedníkům a přikázal, aby jedli. A když pojedli a byli naplněni, přikázal, aby dali zástupu.

A když zástup pojedl a byl naplněn, on pravil učedníkům: Vizte, bude mezi vámi vysvěcen jeden a tomu dám moc, aby lámal chléb a žehnal ho a dával ho lidu církve mé, všem těm, kteří uvěří a budou pokřtěni ve jménu mém. A to budete vždy hleděti, abyste činili, stejně jako jsem činil já, stejně jako jsem já lámal chléb a žehnal ho a dal ho vám. A to budete činiti na památku těla mého, které jsem vám ukázal. A bude to svědectvím Otci, že na mne vždy pamatujete. A budete-li na mne vždy pamatovati, budete míti Ducha mého, aby byl s vámi.

A stalo se, že když pravil tato slova, přikázal učedníkům svým, aby vzali z vína z kalicha a pili z něj, a také aby dali zástupu, aby z něj mohl píti. A stalo se, že tak učinili a pili z něj a byli naplněni; a dali zástupu, a oni pili a byli naplněni. A když učedníci toto učinili, Ježíš jim pravil: Požehnaní jste pro tuto věc, kterou jste učinili, neboť toto je naplněním přikázání mých a dosvědčuje to Otci, že jste ochotni činiti to, co jsem vám přikázal. A toto budete vždy činiti těm, kteří činí pokání a jsou pokřtěni ve jménu mém; a budete to činiti na památku krve mé, kterou jsem za vás prolil, abyste mohli Otci dosvědčiti, že na mne vždy pamatujete. A budete-li na mne vždy pamatovati, budete míti Ducha mého, aby byl s vámi. A dávám vám přikázání, abyste tyto věci činili. A budete-li tyto věci vždy činiti, požehnaní jste, neboť jste postaveni na skále mé."

V textu se také doslovně zmiňují modlitby, které mají být při svěcení svátosti pronášeny. Zapisovatelem obřadních modliteb byl prorok Moroni (tentýž, který se údajně roku 1823 zjevil Josephu Smithovi).
Způsob, jakým jejich starší a kněží podávali tělo a krev Kristovu církvi; a žehnali je podle přikázání Kristových; pročež víme, že tento způsob je pravý; a žehnal je starší nebo kněz – a poklekli s církví a modlili se k Otci ve jménu Kristově řkouce:

"Ó Bože, Věčný Otče, prosíme tě ve jménu tvého Syna, Ježíše Krista, abys požehnal a posvětil tento chléb duším všech těch, kteří jej přijímají; aby jej mohli jísti na památku těla tvého Syna a tobě dosvědčiti, ó Bože, Věčný Otče, že jsou ochotni vzíti na sebe jméno tvého Syna a vždy na něj pamatovati a zachovávati jeho přikázání, jež jim dal, aby mohli vždy míti jeho Ducha, aby byl s nimi. Amen."
Způsob podávání vína – Vizte, uchopili kalich a pravili:

"Ó Bože, Věčný Otče, prosíme tě, ve jménu tvého Syna, Ježíše Krista, abys požehnal a posvětil toto víno duším všech těch, kteří je pijí, aby to mohli činiti na památku krve tvého Syna, která byla pro ně prolita; aby ti mohli dosvědčiti, ó Bože, Věčný Otče, že na něj vždy pamatují, aby mohli míti jeho Ducha, aby byl s nimi. Amen."

Tytéž modlitby jsou uvedeny také v dalším mormonském Písmu, Nauce a smlouvách 20. Dnes používá CJKSPD verzi, která se v několika slovech liší od obou modliteb, daných v Písmech.

## Voda místo vína
5. července 1906 došlo pod vedením prezidenta Josepha F. Smithe a jeho apoštola Heber J. Granta ke změně vysluhování svátosti. Namísto vína se začala používat voda, která je na shromážděních užívána dodnes.